# Parkbühne Wuhlheide

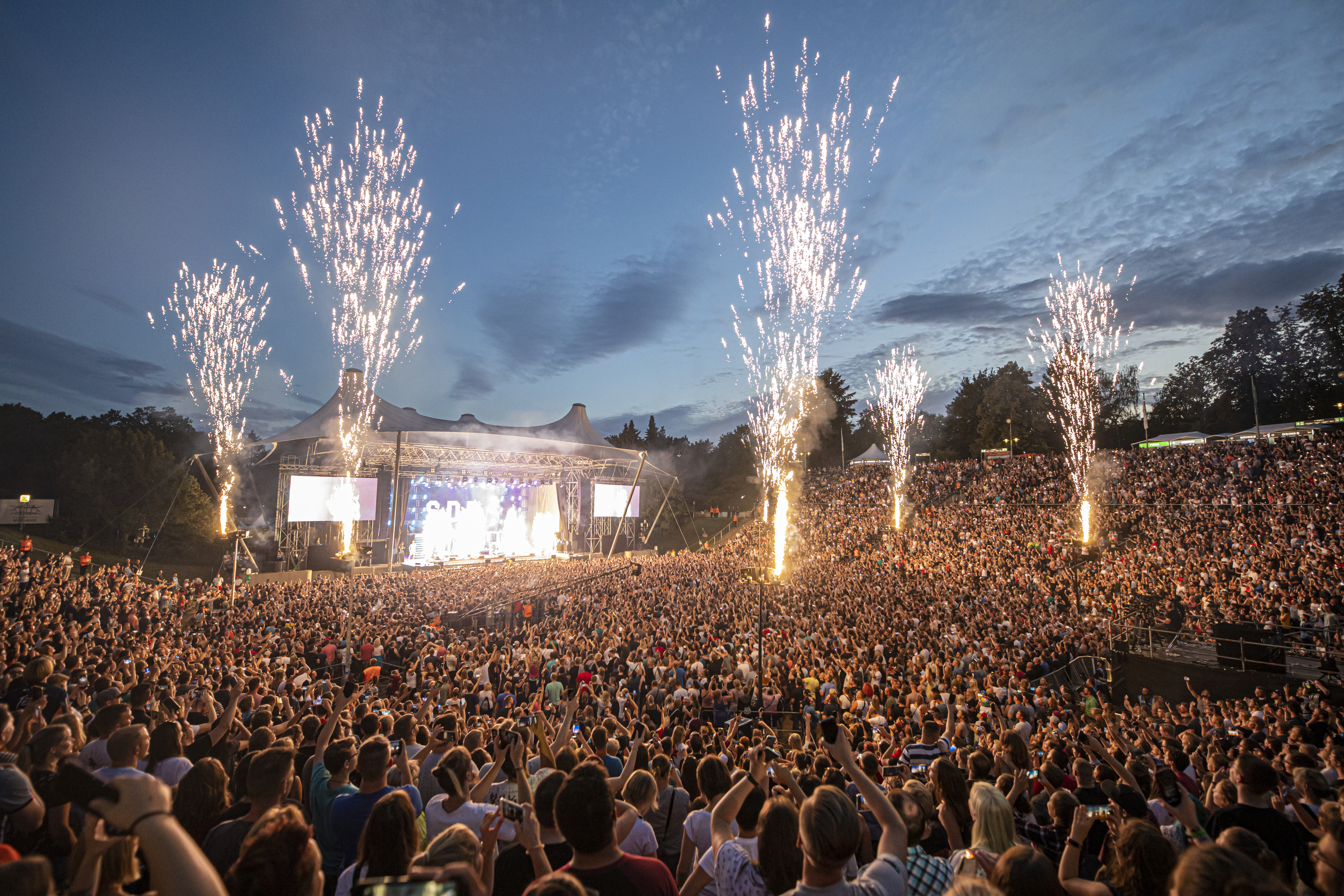
Die Parkbühne während eines Konzerts von SDP (2019)

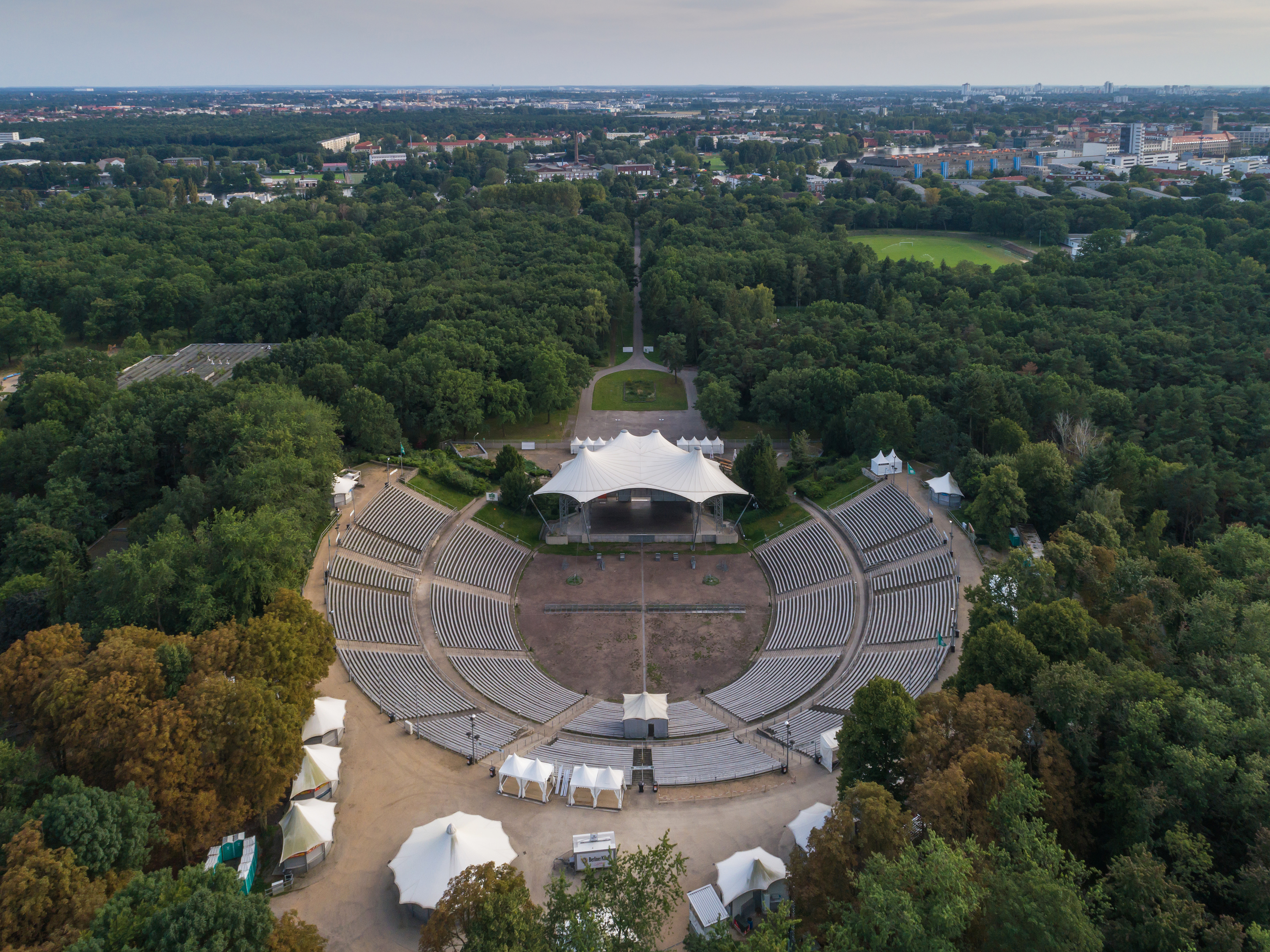
Luftaufnahme der Bühne

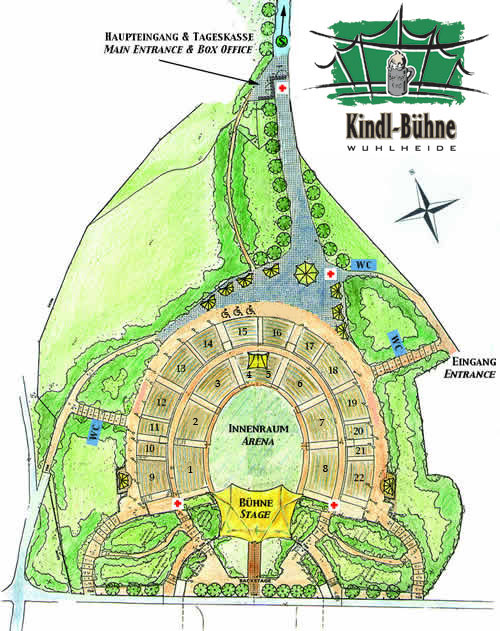
Übersichtsplan der Kindl-Bühne Wuhlheide

Die Berliner Parkbühne Wuhlheide (zwischenzeitlicher Name Kindl-Bühne Wuhlheide, kurz Wuhlheide) ist eine unter Denkmalschutz stehende Freilicht-Spielstätte in Form eines Amphitheaters. Sie liegt im zu Berlin-Oberschöneweide gehörenden Volkspark Wuhlheide im Bezirk Treptow-Köpenick. Die Spielstätte fasst, bei unbestuhltem Innenraum, 17.000 Zuschauer. Mit bestuhltem Innenraum bietet sie 15.300 Zuschauern Platz. Sie ist nach der Waldbühne die zweitgrößte Freilichtbühne Berlins.

## Geschichte

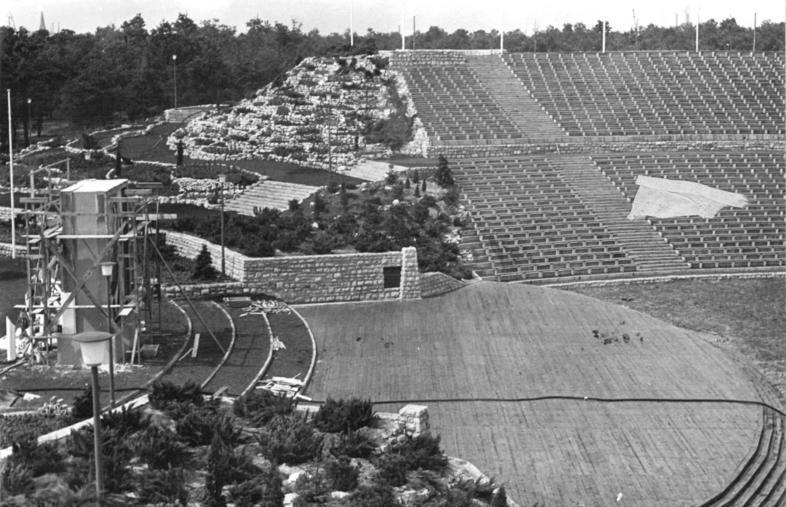
Die Freilichtbühne 1951

### Bau und Nutzung in der DDR

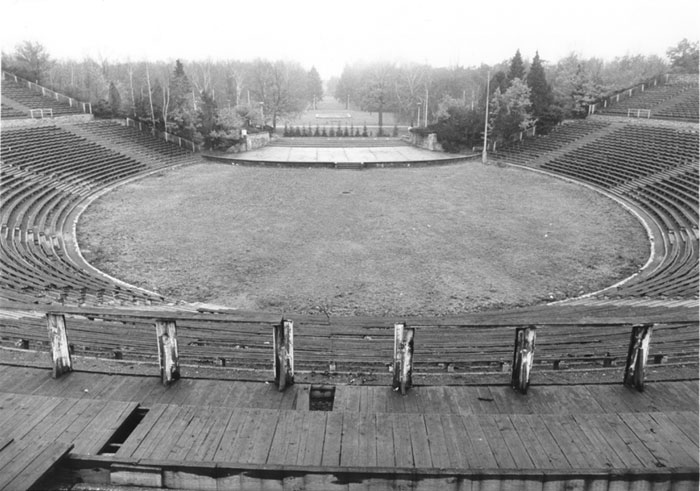
Die Freilichtbühne 1986

Teile des Volksparks Wuhlheide wurden etwa ab 1950, sowjetischen Vorbildern folgend, in den Pionierpark Ernst Thälmann umgestaltet. Anlässlich der 3. Weltfestspiele der Jugend im Sommer 1951 (Eröffnungsfeier am 27. Juli 1951 unter Oberbürgermeister Friedrich Ebert) wurde die Große Freilichtbühne errichtet. Sie entstand auf Wällen von Trümmerschutt, auf denen zur Innenseite terrassenförmig oval geführte Sitzreihen für etwa 20.000 Besucher angelegt wurden. Um den Oberring des Walls von außen zu erreichen und zu den Sitzplätzen auf der Innenseite zu gelangen, entstanden umfangreiche Freitreppenanlagen. Notwendige Toiletten- und Nebengebäude wurden an der Rückseite des Walles entsprechend den damaligen Hygieneanforderungen und Erkenntnissen errichtet. In den Folgejahren fand hier eine Vielzahl kultureller und politischer Veranstaltungen statt.

### Nach der Wiedervereinigung
Anfang der 1990er Jahre befand sich die Freilichtbühne in einem renovierungsbedürftigen Zustand. Gleichwohl steht sie seit dem 25. August 1990 im wiedervereinten Berlin als Gartenbaudenkmal unter Denkmalschutz.

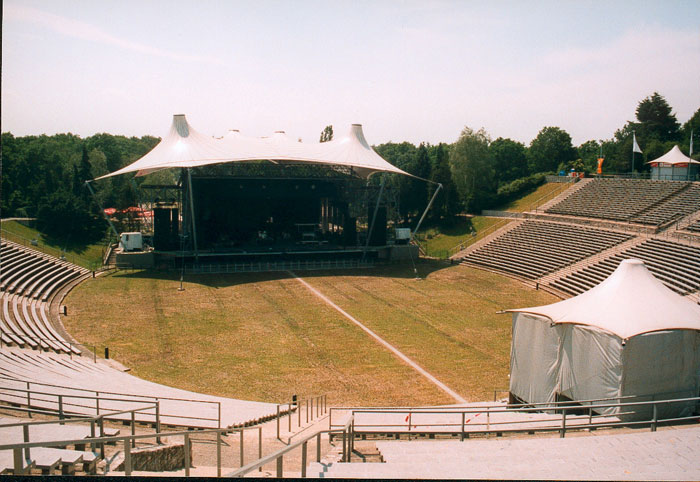
Die Wuhlheide 2000

In den Jahren 1996/1997 wurde die Spielstätte von Architekt Werner Weickenmeier aus Speyer grundlegend saniert und modernisiert. Der Bühnenraum mit einer Spielfläche von 22,5 m × 16 m erhielt ein permanentes Zeltdach auf Stahlkonstruktion, in dem bis zu 16 Tonnen zusätzliche Last (Licht und Ton) aufgehängt werden können. Auch alle notwendigen Funktions- und Nebenräume sowie die Infrastruktureinrichtungen, wie beispielsweise Toiletten, Stromversorgung, Notstromaggregat, Verkaufseinrichtungen, Besucherbänke und Ähnliches wurden völlig neu errichtet. Die Wiedereröffnung als Parkbühne Wuhlheide fand im Juni 1996 mit einem Konzert der Brandenburgischen Philharmonie Potsdam statt.
Anfang 2003 wurde die Freilichtbühne in Kindl-Bühne Wuhlheide (nach der Brauerei Berliner Kindl) umbenannt. Die Bühne wurde Ende August 2007 vom Land Berlin, vertreten durch den Liegenschaftsfonds Berlin, an den bisherigen Betreiber Parkbühne Wuhlheide GmbH verkauft.

## Auszeichnungen und Besonderheiten
- 2009 wurde der Auftritt von Radiohead am 8. Juli 2008 mit dem Live-Entertainment-Award als Konzert des Jahres ausgezeichnet.
- Im März 2008 wurde die Kindl-Bühne Wuhlheide mit dem Live Entertainment Award in der Kategorie Location des Jahres ausgezeichnet.
- Im Sommer 2008 trat die Berliner Band Die Ärzte bei sechs ausverkauften Konzerten vor insgesamt über 100.000 Besuchern auf.
- Die Wuhlheide wurde im Sommer 2011 von den radioeins-Hörern zur Besten Konzert-Location Berlins gewählt und mit dem ersten radioeins Hot Spot ausgezeichnet.
- Seit 1997 veranstaltet 104.6 RTL einmal im Jahr mit „Stars For Free“ eines der größten kostenlosen Open-Air-Festivals in der Wuhlheide.

## Konzerte seit 1990 (Auswahl)
- Adel Tawil (2018, 2014)
- Arcade Fire (2017, 2014)
- Beatsteaks (2024, 2022, 2018, 2015, 2011, 2008, 2007)
- Black Sabbath (2018?, 2014)
- Bruce Springsteen (1999)
- Bryan Adams (1999)
- Santana (2000)
- Casper (2015)
- Coldplay (2005)
- Danger Dan (2023)
- Deep Purple (2003, 1999)
- Deichkind (2024, 2023, 2022, 2017)
- Die Toten Hosen (2009, 2002, 1999)
- Die Ärzte (2022, 2012, 2008, 2004, 2001, 1998)
- Eric Clapton (2006)
- Eros Ramazzotti (1998)
- Faith No More (2009)
- Farin Urlaub Racing Team (2015, 2009)
- Kummer (2022)
- Feine Sahne Fischfilet (2025)
- Foo Fighters (2011, 2008)
- Frei.Wild (2016)
- Gestört aber geil (2022, 2018, 2017, 2016)
- Green Day (2022, 2012)
- Herbert Grönemeyer (2003)
- Ich + Ich (2010)
- Jack Johnson (2008)
- Joe Cocker (1998)
- K.I.Z (2022, 2016)
- Karat (2008, 2007, 2005, 2000)
- Kraftklub (2023, 2018)
- Marteria (2022, 2015)
- Matthias Reim (2023, 2016)
- Metallica (2003)
- Moderat (2017)
- Modern Talking (2003, 2001)
- No Angels (2022)
- Ostrock in Klassik (2009, 2008, 2007)
- Paul Kalkbrenner (2011)
- Pearl Jam (2014, 2010, 2009, 2006, 2000, 1992)
- Peter Fox (2024, 2009)
- Peter Maffay (2015, 2005, 2002, 2001, 2000)
- Pixies (2004)
- Puhdys (2015, 2007, 1999)
- Pur (2013, 2007, 1999)
- R.E.M. (1999)
- Radiohead (2012, 2008, 2001)
- Rainald Grebe (2015)
- Rammstein (2013, 2010, 2005, 1998)
- Red Hot Chili Peppers (2006, 2003)
- Robbie Williams (2003)
- Roger Waters (2006)
- Rosenstolz (2007, 2006, 2004, 2003)
- SDP (2024, 2019)
- Seeed (2022, 2013, 2007, 2004)
- Sido (2021)
- Silbermond (2023)
- Sunrise Avenue (2015, 2013, 2012)
- System of a Down (2017, 2013, 2011)
- The Cure (2005)
- Tool (2024)
- Unheilig (2016, 2012, 2011)
- Volbeat (2013)
- Whitney Houston (1998)
- Wir sind Helden (2007, 2005)
- Xavier Naidoo (2003)

Mehr als 150 Rock-Konzerte seit 1990 werden bei RockinBerlin  einzeln mit verlinkten Hintergrundinfos dargestellt.